# 四谷快談!
『四谷快談!』（よつやかいだん）は、日本の漫画家である玉川ユキによる漫画作品。無料のウェブコミック誌『GANMA!』（コミックスマート）で2015年10月27日から2017年7月22日まで連載された。

## あらすじ
東府高校に通う八ツ墓ケイタは幼なじみで同じクラスの四谷マナミに長年片思いしていた。昔は仲がよかったがいつ頃か疎遠になっており、四谷は1年先輩の鍋島シューヤに憧れていた。そんなある日、八ツ墓は友人の累ヶ淵キッカの占いで「必ずフラれるが今週中に四谷に告白しないと死ぬ」といわれる。それから暫くして四谷が行方不明になったという話を聞いた八ツ墓は四谷を探そうとする。

## 登場人物
登場人物の名字は多くが怪談や心霊スポットなど不吉なものが由来になっている。

### 主要人物
八ツ墓 ケイタ（やつはか ケイタ）
東府高校2年生の主人公。昔は仲がよかった幼なじみの四谷マナミにかれこれ7年も片思いしているが現在では露骨に避けられている。子供の頃に四谷に対して意地悪をしていた描写もあるが、最大の原因は聞き漏らしにより約束を違えたことだった。また、四谷は八ツ墓が仲のいい累ヶ淵と付き合っていると思って遠慮していた面も見受けられる。霊感があるのか幽体となった四谷や犬神が見える（ただし、それまで幽霊を見たことはないとのこと）。
累ヶ淵の占いで「100%フラれるが今週中に四谷に告白しないと死ぬ」といわれる。
四谷が行方不明になったと聞き、それから学校を休んで探そうとする。必死の捜索の結果、淀明終末処理場で四谷の幽体を発見する。
家族は父と母。現在は帰宅部で成績は中の上。基本的にはお調子者で楽観的な性格をしているが、四谷に告白する勇気はない。
名字は「金田一耕助シリーズ」（横溝正史）の『八つ墓村』から由来。
四谷 マナミ（よつや マナミ）
八ツ墓と幼なじみで同じクラスのメインヒロイン。小柄でかわいらしい容姿をしている。クラスでは人気者で友達は多い方のようだが勉強は苦手で運動神経もあまりよくない。
子供の頃は比較的、八ツ墓と仲のいい友人だったが勘違いにより露骨に八ツ墓を避けるようになる。
1年先輩の鍋島に憧れ、告白しようとするもできないでいた。ある日、突然行方不明になり淀明終末処理場で幽体となって八ツ墓に発見される。最初はその状況でも唯一自分の姿が見える八ツ墓に頼るのを渋っていたが、最終的には一緒に身体を探すことになる。その中で少しずつ八ツ墓との仲も改善されていく。
家族は母と姉がいるが、母親からは姉と比べられて疎まれており行方不明の際も捜索願を出されなかった。父親については不明。小学校時代は八ツ墓と同じ学校だったが中学校は私立のお嬢様学校に通っていた（高校でまた八ツ墓と同じ学校になる）。
名字は『四谷怪談』が由来。
累ヶ淵 キッカ（かさねがふち キッカ）
八ツ墓、四谷のクラスメイトで八ツ墓の友人。占いなどオカルト的なものが趣味だが、霊感はないようで幽体になった四谷を視認できず悔しがる。
八ツ墓とは仲がいいが恋愛感情的なものはなく、純粋に友人として付き合っている。女性が苦手。
家族は祖父と父と兄3人の6人家族。また、彼女がロングスカートの制服なのと長髪なのはその3人の兄の要望。まめでまじめな性格のため成績は上位。
名字は累ヶ淵からきている。
青木ヶ原 シヅル（あおきがはら シヅル）
八ツ墓達のクラス担任教師。担当教科は現代文。27歳。
実は四谷が行方不明になった事件の黒幕で、犬神を憑依させる対象として攫った。それ以前にも研究と実験を繰り返していており、少なくとも複数の誘拐事件に関わっている。
霊感があるようで死んで幽霊になった犬神を墓地で見つけ一目惚れする。犬神を生き返らせようとその方法の研究と器となる若い女性の肉体を長年探す。
犬神に対して非常に執着しているかなりのヤンデレで嫉妬深く、犬神のためならば（本人がそこまで望んでいなくても）犯罪を犯すこともいとわないなど危ない性格。
青木ヶ原樹海（富士の樹海）が由来。
犬神 ククリ（いぬがみ ククリ）
四谷の肉体を乗っ取った張本人。正体は50年くらい前に死んだ幽霊で、基本的にセーラー服など女子の格好をしているものの実際の性別は男。本人曰く「産まれた性別は男だけど、心は女の子」（ただし、一人称が「僕」だったりするなど言葉遣いや言動はどちらかというと男寄り）。
生前は姉の服を着て街で知らない男にもてはやされるのが好きだったが、あるとき強姦常習犯2人組に捕まり、屈するのがいやで挑発したことで口封じに誘拐・殺害されてしまう。気がつくと墓地（その裏が淀明終末処理場）で幽霊になっていた。ある日、そこを偶然通りかかった小学生時代の青木ヶ原と仲良くなり、後に告白を受ける。青木ヶ原の提案により女の子の肉体に憑依する計画を2人で進める。犬神は一時的に借りるだけのつもりだったようだが青木ヶ原は完全に肉体を奪って結婚までするつもりでいた。
生前の家は地主で、相当の金持ちだった模様。家族は姉の存在のみが明言されている。基本的に悪意や悪気はないもののイタズラ好きな性格で、思いつきで行動して問題を起こしたりするトラブルメーカー。高校教師である青木ヶ原と一緒にいたため高校レベルの学力を身につけている。また、パソコンを操作するなどかなり現代の技術・情報などにも詳しい。
「金田一耕助シリーズ」『犬神家の一族』が由来。

### その他
袈裟斬 アリサ（けさぎり アリサ）
八ツ墓たちと同じクラスの女子で、四谷の親友。
基本的にがさつで雑な性格。八ツ墓、四谷と同じ小学校出身。
『袈裟切り地蔵』が由来だと思われる。
鍋島 シューヤ（なべしま シューヤ）
東府高校3年生で、前年度は生徒会役員をしていた。
頭と運動神経がよく、女子にかなりモテるが本人は特定の誰かと付き合うつもりはあまりない模様。
極端なくらいのナルシストで、女子は大好きだが男アレルギーで触れられるとじんましんが出る。好みのタイプは年上の女性。
『鍋島の化け猫騒動』が由来。
天ヶ瀬 ワタル（あまがせ ワタル）
鍋島のクラスメイトで2年前の女子高生失踪事件の被害者の1人。
誰に対しても (?) ちゃん付けで呼ぶ。
心霊スポットとして知られる天ヶ瀬ダムが由来。
遠野 ツバキ（とおの ツバキ）
東府高校1年生の女子。実は若干霊感があるらしく、幽体になった四谷が薄ぼんやりと見えていた。鍋島が好きで、腹黒い一面を持つ。実は四谷を攫えなかったときに犬神が憑依する次の身体の候補だった。
『遠野物語』が由来。
犬鳴峠さんと置行堀さん（いぬなきとうげさんとおいてけぼりさん）
2年前の連続失踪事件の被害者の内の2人。実際には登場しておらずセリフ内での言及のみ。

## 読み切り版と旧版
本作連載前に描かれた設定の異なる読み切り版とストーリー展開の異なる旧版がある。同人系ウェブコミック誌『週刊少年ワロス』に掲載されている。
読み切り版
四谷の夢にとらわれた4人のドタバタ4コマ。
登場人物は八ツ墓ケイタ、四谷マナミ、累ヶ淵キッカとオリジナルの皿屋敷芳一の4人。
旧版
元々は裏サンデーの第3回トーナメントに出展したもの。冒頭は連載版に近い（四谷と鍋島が付き合っているなど微妙に違いがある）が途中から展開が大幅に異なる。未完 (?)。ちなみに、同トーナメントにおいて9位に入賞している。
登場人物は八ツ墓ケイタ、四谷マナミ、累ヶ淵キッカ、鍋島シューヤ、遠野ツバキ、袈裟斬アリサのベースになっていると思われるD坂他。

## 単行本
連載終了後の2019年12月19日から2020年2月16日の期間にクラウドファンディングによる全書籍化プロジェクトが行われ、数量および支援者限定で単行本全3巻と後日談が刊行された。